# Type XXI U-boot

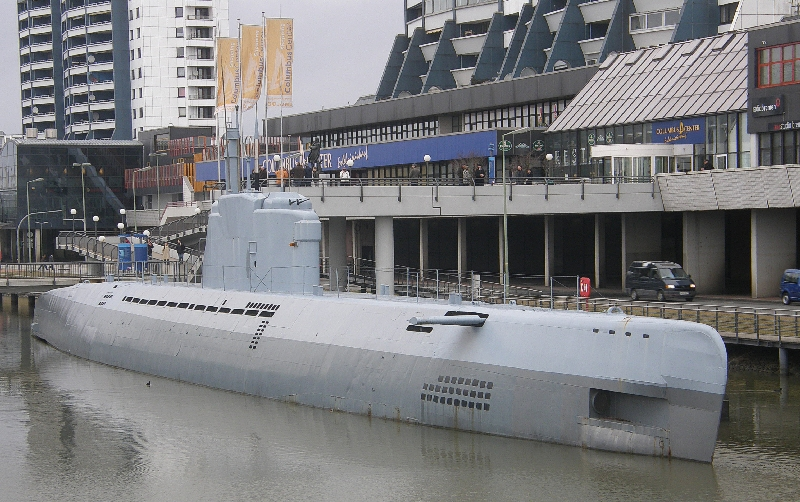
Wilhelm Bauer in Bremerhaven

De Type XXI U-boot was een Duitse U-boot, waarvan tussen 1943 en 1945 119 exemplaren van de geplande 381 zijn gebouwd. De Type XXI was de eerste Duitse onderzeeër die ontworpen was om geheel onder water te kunnen functioneren, in tegenstelling tot eerdere onderzeeërs, die enkel tijdelijk konden onderduiken, maar verder boven water functioneerden zoals een gewone boot.
Een van de verbeteringen die de Type XXI met zich meebracht ten opzichte van eerdere U-boten (zoals de Type VII U-boot) was de grotere batterijcapaciteit. De gestroomlijnde vorm van de Type XXI stelde hem in staat hoge snelheden te bereiken. Boten van dit type konden op eigen kracht van Europa naar Zuid-Amerika varen.

## Geschiedenis
In 1942 verloor Duitsland het overwicht in de oorlogsvoering op de Atlantische Oceaan. Om die trend te keren werd een nieuw type U-boot ontwikkeld met een grotere actieradius, krachtigere motoren en een hogere snelheid, vooral onder water. Door de betere stroomlijn, de hogere snelheid, de langere tijd dat onder water kon worden gevaren en de stillere aandrijving was dit type beter bestand tegen de onderzeebootbestrijding.
De boten werden gebouwd door de werven Blohm + Voss, AG Weser en Schichau-Werke. Van de 119 exemplaren zijn slechts enkele stuks door de opdrachtgever, de Kriegsmarine, in gebruik genomen en deze zijn aan het einde van de Tweede Wereldoorlog alle door de geallieerden of door de eigen bemanning tot zinken gebracht. De andere waren nog niet bedrijfsklaar of zijn wegens het gebrek aan een voldoende opgeleide bemanning niet in gebruik genomen (het ontwerp was zo complex dat de opleiding veel tijd kostte).
Na afloop van de oorlog zijn exemplaren bij geallieerde marines (Franse marine, Royal Navy, de Marine van de Sovjet-Unie en de United States Navy) in dienst gesteld. Het ontwerp was zo vooruitstrevend dat pas in 1982 de laatste onderzeeboot van dit type buiten dienst werd gesteld. Van de exemplaren die bij buitenlandse marines in gebruik zijn geweest is geen enkel exemplaar bewaard gebleven. Moderne onderzeeboten werden ontwikkeld met als basis het ontwerp van type XXI.

## Kenmerken
Type XXI heeft een aantal bijzondere kenmerken die afwijken ten opzichte van eerder geproduceerde U-boten. Een van die kenmerken is de 8-vormige opbouw van de drukhuid. Dit is niet de optimale vorm voor een grote duikdiepte (de O-vorm heeft de voorkeur vanwege de grote stevigheid), maar is gekozen om plaats te bieden aan de vele grote accu's. Deze accu's stellen het schip in staat om gedurende lange tijd onder water te blijven. De accucapaciteit is veel groter dan die van voorgaande types. De accu's kunnen op snuiverdiepte worden geladen door de dieselmotoren. Door de snuiver niet rechtstreeks op de luchtinlaat van de motoren aan te sluiten, maar los ervan kunnen de motoren ook bij flinke golfslag blijven draaien. De gehele onderzeeboot dient dan als tijdelijke buffer. Een nadeel daarvan is dat de bemanning last van de oren kan krijgen door de wisselende druk.
Verder bevinden zich uitsluitend torpedobuizen aan de voorzijde. De hoge snelheid waarmee de boot kan ontsnappen aan een aanval maakt het naar achteren lanceren van een torpedo in de richting van de aanvaller overbodig. Ook ontbreekt er een dekkanon. Dit zou de stroomlijn nadelig beïnvloeden, wat de snelheid beperkt en het geluid dat het schip tijdens het varen onder water produceert, vergroot. Aan de stroomlijn is bijzonder veel aandacht besteed. Hierdoor is het type XXI niet alleen sneller onder water, maar ook veel lastiger akoestisch te detecteren.

## Bouwwijze

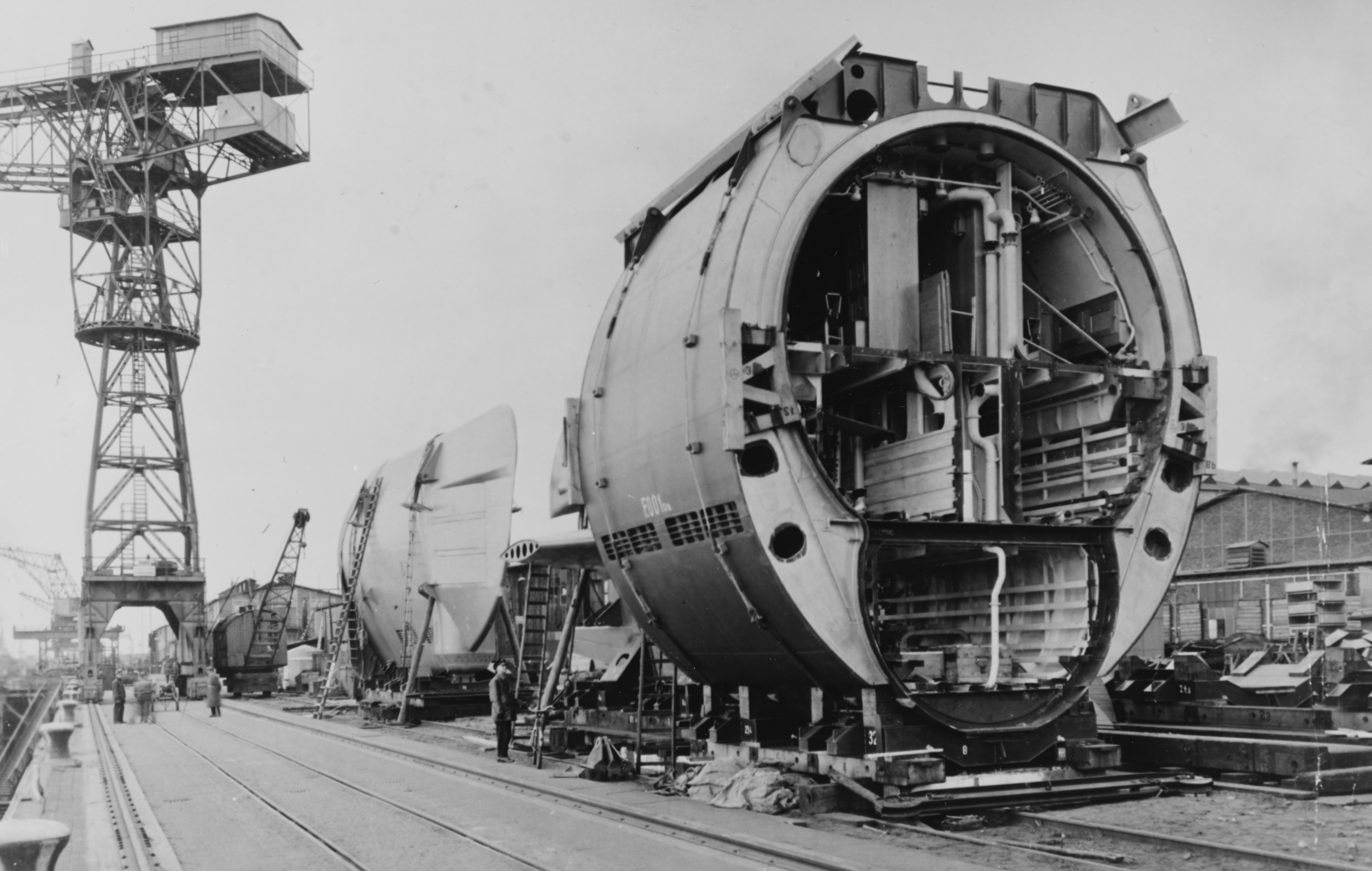
Secties van een type XXI onderzeeboot

De bouw werd gestart in een tijd dat de Duitse oorlogsindustrie zwaar te lijden had onder geallieerde bombardementen. Minister van bewapening Albert Speer stelde Otto Merker aan om met zijn kennis van massaproductie de productie op een geheel andere wijze dan tot dan toe gebruikelijk op te zetten. Om de productiesnelheid te verhogen en de risico's te spreiden, werd de boot niet in zijn geheel gebouwd op de helling van de scheepwerf, maar in acht secties die in fabrieken verspreid over het land werden afgebouwd om daarna per spoor of over water naar de scheepswerf te worden getransporteerd. Op de scheepswerf werden deze secties tot een geheel gelast. Deze voor die tijd revolutionaire werkwijze, de Verenigde Staten maakten zo duizenden Libery-vrachtschepen, is zeer efficiënt en wordt nog steeds toegepast.
De secties zijn vanaf alle zijden toegankelijk, wat het afbouwen versnelt en door het spreiden van de bouw van gelijke secties over verschillende locaties werd voorkomen dat de productie volledig stil kwam te liggen na een enkel bombardement. Een nadeel van deze opzet was dat veel bedrijven die de losse secties bouwden weinig tot geen kennis hadden van het bouwen van onderzeeërs, waardoor op de werf veel vermijdbare problemen tijdens de afbouwfase moesten worden opgelost.
Op 12 april 1944, de verjaardag van Adolf Hitler, liep de eerste onderzeeër van dit type van stapel in Danzig. Een propagandastunt, want de boot lekte enorm en werd direct naar een droogdok gesleept om zinken te voorkomen. Eind 1944 waren 80 Type XXI onderzeeboten tewatergelaten, maar geen enkel exemplaar kon worden ingezet. Eind januari 1945 waren er vier gereed en twee gingen daadwerkelijk naar zee. Geen enkele onderzeeër realiseerde enig resultaat tegen de geallieerde schepen.
Het was een revolutionair ontwerp dat van de tekentafel, zonder uitvoerige tests, te snel in productie is genomen. Constructiefouten, met name van het besturingssysteem, werden gemaakt die verholpen moesten worden hetgeen veel tijd en ook geld kostte. Er waren verder problemen om de rompsecties afwijkende afmetingen hadden, bij het aan elkaar lassen sloten de secties niet goed aan. Bij de aandrijfschroef en de snuiver kwamen veelvuldig lekkages voor omdat de componenten niet goed aansloten. Na een bouwtijd van 175 dagen waren nog eens 120 reparatiedagen nodig voordat de onderzeeër zeewaardig was.

## Bijzondere onderzeeboten

### Museumboot Wilhelm Bauer
In de haven van Bremerhaven ligt de Wilhelm Bauer (U 2540). Het is een museumboot en het is de enige onderzeeboot van dit type die is behouden. De onderzeeboot kwam in februari 1945 gereed. De U-boot is nooit ingezet en werd moedwillig door de eigen bemanning tot zinken gebracht aan het einde van de Tweede Wereldoorlog. In juni 1957 werd hij geborgen en opgeknapt en hij heeft van 1960 tot 1980 dienstgedaan bij de Duitse marine. De Wilhelm Bauer is ruim 76 meter lang en bijna 7 meter breed en heeft een waterverplaatsing van 1620 ton en 1820 ton onder water.

### U 3523
Op 13 april 2018 werd bekend dat een tweede exemplaar van dit type was gevonden in de Deense territoriale wateren, door duikers van het museum van zeeoorlogen op Jutland. Het gaat om de U 3523, die op 6 mei 1945 door een Britse B-24 Liberator met dieptebommen tot zinken is gebracht, waarbij alle 59 bemanningsleden om het leven zijn gekomen. Het wrak werd aangetroffen op ongeveer 16 kilometer van de plaats waar het volgens opgave van de vliegers zou moeten liggen. Het wrak ligt op 123 meter diepte. Doordat de U 3523 tot dan toe niet was gevonden bleven hardnekkige geruchten de ronde doen dat hooggeplaatste Nazi's aan het einde van de oorlog ermee naar Zuid-Amerika zouden zijn gevlucht, samen met een goudschat.